# Andrius Šidlauskas
Andrius Šidlauskas (Panevėžys, 6 de abril de 1997) es un deportista lituano que compite en natación, especialista en el estilo braza. Ganó dos medallas de bronce en el Campeonato Europeo de Natación, en los años 2022 y 2024, ambas en la prueba de 100 m braza.

## Palmarés internacional
| Campeonato Europeo | Campeonato Europeo | Campeonato Europeo | Campeonato Europeo |
| Año                | Lugar              | Medalla            | Prueba             |
| ------------------ | ------------------ | ------------------ | ------------------ |
| 2022               | Roma (Italia)      | Medalla de bronce  | 100 m braza        |
| 2024               | Belgrado (Serbia)  | Medalla de bronce  | 100 m braza        |